# 楊嗣復
楊嗣復（783年—848年），字繼之，又字慶門，虢州弘農（今河南省靈寶縣）人。
楊於陵次子，與楊虞卿為族兄弟。八歲能文，主考官權德輿錄為進士，二十歲登博學宏詞科，受到宰相武元衡賞識，“皆權德輿門生，情義相得，進退取捨，多與之同”。累遷中書舍人。由戶部侍郎擢尚書右丞，封爵弘農伯。李德裕輔政，被黜為湖南觀察使。會昌元年（841年）三月被貶潮州。唐宣宗大中初，召為吏部尚書。卒諡孝穆。

## 子孙
妻子李氏為李翱之妹
- 杨损
- 杨授
  - 杨然，字公隱
- 杨技，字昭文
- 杨拭，字昭玉
- 杨撝，字謙光